# Lac de Cà Zul
Le lac de Cà Zul (également appelé lac Ciul, Lâc dal Çûl en frioulan standard) est un bassin artificiel situé dans la zone municipale de Tramonti di Sopra, dans la province de Pordenone. Le réservoir, obtenu à partir du barrage du fleuve Meduna, est entièrement situé à l’est du parc naturel des Dolomites du Frioul.
Le lac de Cà Zul est souvent associé à deux autres lacs artificiels situés non loin de là : le lac de Tramonti (également appelé lac de Redona) et le lac de Cà Selva. Le lac, qui est isolé, est accessible par des sentiers ou par le chemin de terre (accès interdit, propriété privée).

## Données techniques
- Surface : 0,45 km2
- Surface du bassin versant : 40 km2
- Altitude au réglage maximal : 596 m
- Hauteur maximale du bassin versant : 2 306 m
- Volume : 9,8 millions de m3